# Pavonia uniflora
Pavonia uniflora là một loài thực vật có hoa trong họ Cẩm quỳ. Loài này được (Sessé & Moc.) Fryxell mô tả khoa học đầu tiên năm 1987.